# José Rivera Indarte
José Rivera Indarte (Córdoba, 13 de agosto de 1814 - Santa Catarina, Brasil, 19 de agosto de 1845) fue un poeta y periodista argentino, destacado opositor al gobierno de Juan Manuel de Rosas.

## Sus inicios
Hijo del coronel Manuel Rivera y de Trinidad Indarte, se radicó en Buenos Aires siendo un niño. Más tarde estudió en la Universidad de Buenos Aires, donde cursó latín, filosofía y matemáticas; tras enemistarse con algunas personalidades como Vicente Fidel López, fue expulsado de la Universidad por robo de libros. Aunque fue readmitido en la casa de estudios al año siguiente, volvió a tener problemas penales por robo de la corona de una imagen sagrada y por un intento de estafa al coronel Pablo Zufriátegui. Fue condenado a prestar servicios militares en el batallón del general Mariano Benito Rolón pero, por su inutilidad en el uso de las armas, se le conmutó la pena por la de destierro por un año en 1832.
Durante los años anteriores había publicado algunas notas y poemas en el periódico La Gazeta Mercantil, en los que se pronunció por la oposición al partido de Juan Antonio Lavalleja en el Uruguay. Esa fue su carta de presentación al emigrar a Montevideo, donde publicó un periódico llamado El Investigador y fue parte de la Comisión Censora del Teatro. Fue expulsado por el presidente Fructuoso Rivera, a pedido del ministro ―y futuro presidente― Manuel Oribe, y regresó a Buenos Aires en 1834.

## Simpatía por el Restaurador
Volvió a la Universidad, donde estudió derecho bajo la guía de Rafael Casagemas y de Valentín Alsina, aunque no fue autorizado a rendir exámenes. Se dedicó entonces al periodismo, fundando con Gregorio Vélez el periódico El Imparcial, que defendía enérgicamente las posturas del Partido Federal y especialmente de su jefe, el general Juan Manuel de Rosas. Allí publicó el Himno de los Restauradores y el Himno a Rosas. También publicó un Diario de los Anuncios y Publicaciones Oficiales de Buenos Aires, que contenía ilustraciones de César Hipólito Bacle.
Sostuvo una polémica con Juan Bautista Alberdi al publicar y defender un folleto titulado El Voto de América, en que defendía la postura de que los países americanos debían enviar representantes diplomáticos ante la corte de Madrid, aun cuando España no hubiera reconocido su independencia. Ese escrito fue publicado en España por orden de la propia reina Isabel.
Tras el asesinato de Facundo Quiroga y el ascenso de Rosas al gobierno, lanzó un pasquín con una Oda a Rosas que pegó en varias esquinas de la ciudad, encabezado por una espiga de maíz ―comúnmente conocida como mazorca― que representaba a Rosas, usando una analogía respecto al cabello rubio del gobernador y su color de tez rubicundo. El cartel era una amenaza velada a los opositores, y la figura fue tomada como símbolo por los fanáticos rosistas de la Sociedad Popular Restauradora, que comenzaron a usar orgullosos el nombre de La Mazorca.
En 1836, el presidente uruguayo Oribe lo denunció como participante en conspiraciones junto a los unitarios, y para salvarse Rivera Indarte intentó apoyarse en el general Mansilla y en Pedro de Angelis, que se negaron a respaldarlo. Fue arrestado y pasó varios meses preso; puesto en libertad, su situación empeoró al año siguiente, cuando su antiguo socio Bacle fue descubierto vendiéndole planos militares al gobernante boliviano Andrés de Santa Cruz. De modo que, tras permanecer oculto algunas semanas, logró abordar un buque estadounidense y partir al exilio.

## En la oposición
Pasó dos años en los Estados Unidos, primeramente en Salem (Massachusetts) y luego en Nueva York, donde fue protegido por el embajador bonaerense Carlos María de Alvear.
En 1838 pasó a Río de Janeiro y de allí a Montevideo. Allí se mostró como un fanático enemigo de Rosas; sucedió a Andrés Lamas y a Miguel Cané en la dirección del periódico El Nacional, órgano oficial de los emigrados argentinos en esa ciudad. Defendió la posición de Francia en el bloqueo francés al Río de la Plata y acusó a Rosas de toda clase de crímenes e inmoralidades. Acompañó a Florencio Varela a convencer al general Juan Lavalle de unirse a los franceses en la guerra contra su propio país.
En 1841, el gobernador Rosas recibió un paquete a nombre de una sociedad de anticuarios, con una nota que decía que era parte de una colección de medallas. En realidad contenía la que Rosas llamaría la máquina infernal: una corona de doce caños de pistola, cargados cada uno con una bala, y un mecanismo para que dispararan automáticamente ―en todas direcciones― al abrir la caja. La caja no fue abierta por el gobernador sino por su hija Manuelita Rosas. la cual salvó su vida por una falla en el gatillo que impidió que se disparara. Nunca se supo quién la había enviado, pero el más insistentemente acusado en la prensa porteña fue Rivera Indarte.

## Tablas de sangre

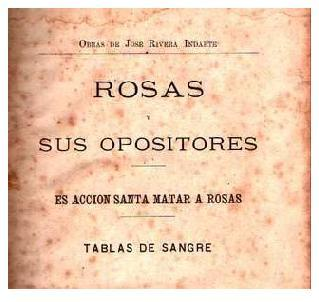
Tablas de sangre.

Émile de Girardin reprodujo en La Presse una nota del londinense The Atlas del 1 de marzo de 1845 donde afirma que la casa  Lafone & Co., concesionaria de la Aduana de Montevideo, había encargado a Rivera Indarte un texto difamatorio contra Rosas. El contrato establecía, según La Presse, el pago de un penique por cada cadáver endilgado a Rosas. En Tablas de sangre Rivera Indarte atribuyó a Rosas cuatrocientas ochenta muertes, una cifra, en rigor, falsa. Se incluyen las muertes de Facundo Quiroga y su comitiva, Alejandro Heredia y José Benito Villafañe; asesinados los primeros por orden de los hermanos Reinafé, el segundo por encargo del líder unitario Marco Avellaneda, y el último por el oficial unitario Bernardo Navarro, todos éstos enemigos de Rosas. También aparecen en la lista fallecidos por causas naturales, muchos desconocidos bajo las iniciales N.N., otros presumiblemente inventados y hasta personas que años más tarde seguían vivos. Si las imputaciones contra Rivera Indarte son ciertas, habrían significado un ingreso total de dos libras esterlinas para el poeta. Luego también acusó a Rosas de ser el responsable de la muerte de 22 560 personas durante todas las batallas y combates habidos en la Argentina desde 1829 en adelante —las estimaciones actuales de bajas producidas en todos los bandos beligerantes de esa época no alcanzan la mitad de esa cifra.
Como corolario de esa nómina de asesinatos, le agregó un opúsculo: Es acción santa matar a Rosas, con lo que terminó desvirtuando la supuesta condena del crimen como herramienta política: «Nuestra opinión de que es acción santa matar a Rosas no es antisocial sino conforme con la doctrina de los legisladores y moralistas de todos los tiempos y edades. Muy dichosos nos reputaríamos si este escrito moviese el corazón de algún fuerte que, hundiendo un puñal libertador en el pecho de Rosas, restituyese al Río de la Plata su perdida ventura y librase a la América y a la humanidad en general del grande escándalo que le deshonra».
Pero también acusaba a Rosas de muchas otras inmoralidades: de defraudación fiscal, malversación de fondos, haber «acusado calumniosamente a su respetable madre de adulterio [...] ha ido hasta el lecho donde yacía moribundo su padre a insultarlo», de haber abandonado a su esposa en sus últimos días y tener amantes de las familias más respetables. Llegó a escribir que «es culpable de torpe y escandaloso incesto con su hija Manuelita a quien ha corrompido». De Manuelita dice que «la virgen cándida es hoy marimacho sanguinario, que lleva en la frente la mancha asquerosa de la perdición» y que «ha presentado en un plato a sus convidados, como manjar delicioso, las orejas saladas de un prisionero».
El encargado de llevar el informe a Londres fue Florencio Varela. Publicadas en folletín por el Times de Londres  y por Le Constitutionelle de París, sirvió para justificar la intervención anglofrancesa en el Plata. Robert Peel, que aprobó el gasto de la Casa Lafone, lloró al leerlas en la tribuna de los Comunes pidiendo se aprobase la intervención, y Thiers se estremecía por «el salvajismo de esos descendientes de españoles», acoplando Francia a la intervención británica.
Esta lista fue utilizada durante décadas para acusar a Rosas de crímenes enormes. Sin ningún rigor periodístico y artificialmente inflada, sería durante casi un siglo una de los principales sustentos en la condena histórica de Rosas.
Curiosamente, Rivera Indarte nunca conoció el que fue tal vez el acto más reprochable de la vida privada de Rosas desde el punto de vista moral de su época: éste tenía en su casa una criada pobre, Eugenia Castro, a la que había hecho su amante y con la que había tenido varios hijos, a quienes mantuvo —aunque con visibles dificultades— aun después de exiliarse.

## Últimos años
En sus últimos años, Rivera Indarte publicó una colección de poemas llamada Melodías hebraicas: una colección de citas bíblicas con cierta pretensión poética y de estilo romántico, que había comenzado a escribir años atrás en Estados Unidos.
Más tarde se exilió nuevamente al Brasil, falleciendo en Santa Catarina el 19 de agosto de 1845.
El principal teatro de la ciudad argentina de Córdoba, aunque llamado actualmente Teatro del Libertador General San Martín, inicialmente y por mucho tiempo llevó oficialmente el nombre de teatro Rivera Indarte. También una calle de la ciudad de Buenos Aires y otra en la ciudad de Córdoba, además de un barrio de esta última, llevan su nombre.